# Diskret (matematik)
|  | Sammenskrivningsforslag Artiklen Diskret (matematik) er foreslået føjet ind i Diskret matematik. (Siden september 2019) Diskutér forslaget |

Ordet diskret kommer af det latinske discretus, som direkte oversat betyder adskilt.
En diskret mængde er, jævnfør det latinske, inden for matematik en tællelig mængde, og repræsenterer dermed en diskontinuert mængde, som i en vis forstand kan siges at være det modsatte af kontinuert.
På denne måde betegner noget diskret som oftest noget med heltal. Et glimrende eksempel herpå kunne være en stokastisk variabel der beskriver antal øjne en terning viser. Denne variabel ville være diskret.
Diskrete mængder benyttes i adskillige sammenhænge, her er blot et lille udvalg:
- Diskret matematik
- Kombinatorik
- Logik
- Sandsynlighedsregning
- Statistik
- Talteori